# Był jazz
Był jazz – film polski z 1981 w reżyserii Feliksa Falka. Z powodu stanu wojennego film stał się tzw. półkownikiem – jego premiera opóźniła się o 3 lata. Scenariusz powstał na podstawie historii łódzkiego zespołu jazzowego Melomani, działającego w latach 1947–1958. Przedstawia losy kilku osób zafascynowanych muzyką jazzową.
Fragmenty filmu zostały wykorzystane jako sample w utworze Theme From Behind the Curtain na debiutanckiej płycie zespołu zatytułowanej Skalpel.

## Obsada aktorska
- Bożena Adamek – jako Alicja
- Michał Bajor – jako Tomek Markowski
- Andrzej Grabarczyk – jako Witek
- Kazimierz Wysota – jako Mikołaj
- Jerzy Gudejko – jako Jacek Karpiński
- Witold Pyrkosz – jako prezes NOT
- Witold Sobociński – (występuje w roli samego siebie)
- Edward Żentara – (nie występuje w czołówce)
- Stanisław Jaroszyński – (mężczyzna z LPŻ)
- Eugeniusz Wałaszek – (aktor grający w „Brygadzie szlifierza Karhana”)
- Bernard Michalski – (ojciec Witka)
- Jacek Strzemżalski – (Arek)
- Piotr Machalica – jako kierownik domu kultury